# Обещаю быть!
«Обещаю быть!» — советский детский художественный фильм, поставленный на Центральной киностудии детских и юношеских фильмов в 1983 году.
Кинолента снята в жанре мелодрамы. Её музыкальное оформление было осуществлено при участии Государственного симфонического оркестра кинематографии под руководством дирижёра С. Скрипки. Длительность фильма 75 мин, метраж 2072 м.

## Сюжет
Повествование идёт о подростках, которые проводят свои летние каникулы в пионерском лагере и строят взаимоотношения друг с другом и со своим наставником.
По сюжету заводское начальство командирует молодого Владимира Калинина работать учителем физкультуры в летний детский лагерь. Ему это по душе и он старается искренне отвечать на запросы детворы. Со временем его отношения с подопечными перерастают в дружбу и возникает интерес к общественной жизни лагеря. Появляется идея отыскать местоположение прежнего пионерлагеря, который существовал ещё до Великой Отечественной войны. После череды приключений это место было отыскано и затем организуется встреча с ветеранами, которые рассказывают о временах своего детства и молодости.

## В ролях
В съёмках фильма принимали участие следующие актёры: Владимир Носик, Мария Виноградова, Евгения Сабельникова, Елена Старостина, Виктор Проскурин, Борис Новиков, Николай Волков, Юлия Гордеева, Сергей Ельцов, Александр Асланов, Элла Аймалетдинова, Антон Абрамов, Рома и Женя Кижутины, Анатолий Богданов, Александр Воробьёв, Ольга Дольникова, Татьяна Мерзликина, Ольга Ивашкина, Андрей Карачинский, Маргарита Лобко, Иван Охлобыстин, Ирина Шклярова, Александр Сирин, Лилия Родионова, Александр Вдовин, A. Калинина, Наталья Крачковская, Виктор Уральский, Ольга Голубева.

## Съёмочная группа
- Режиссёр: Вячеслав Максаков
- Сценарист: Вячеслав Максаков
- Оператор: Константин Арутюнов
- Композитор: Владимир Комаров
- Художник: Арсений Клопотовский